# Бірліцький сільський округ (Казалінський район)
Бірлі́цький сільський округ (каз. Бірлік ауылдық округі, рос. Бирликский сельский округ) — адміністративна одиниця у складі Казалінського району Кизилординської області Казахстану. Адміністративний центр та єдиний населений пункт — село Бірлік.
Населення — 748 осіб (2021; 733 у 2009, 772 у 1999, 832 у 1989).
Станом на 1989 рік існувала Арандинська сільська рада (села Берлік, Енгельса, Жданова). Пізніше село Бірлік утворило окремий Бірліцький сільський округ.